# Actinostemmateae
Actinostemmateae es una tribu de plantas perteneciente a la familia Cucurbitaceae. El género tipo es: Actinostemma Griff. con los siguientes géneros:

## Géneros
- Actinostemma Griff.
- Bolbostemma Franquet = Actinostemma Griff.
- Mitrosicyos Maxim. = Actinostemma Griff.
- Pomasterion Miq. = Actinostemma Griff.